# Fourteenth Ward Industrial School
La Fourteenth Ward Industrial School  es una escuela histórica ubicada en Nueva York, Nueva York. La Fourteenth Ward Industrial School se encuentra inscrita como un Hito Histórico Neoyorquino en la Comisión para la Preservación de Monumentos Históricos de Nueva York al igual que en el Registro Nacional de Lugares Históricos desde el 27 de enero de 1983.  Vaux & Radford diseñó la Fourteenth Ward Industrial School.

## Ubicación
La Fourteenth Ward Industrial School se encuentra dentro del condado de Nueva York en las coordenadas 40°43′25″N 73°59′41″O / 40.723611, -73.994722.